# Обсада на Родос (1522)
Обсадата на Родос през 1522 г. е вторият опит на Османската империя да превземе крепостта на Рицарите хоспиталиери на о. Родос. Обсадата завършва с османската победа. Това дава на Османската империя контрол над източно Средиземно море. Първата обсада през 1480 г. е неуспешна.

## Предистория
Рицарите на Свети Йоан или Рицарите хоспиталиери превземат Родос в ранния 14 век след загубата на Акра, последната кръстоносна крепост в Палестина през 1291 г. От Родос те стават активна част от търговията в Средиземно море и понякога тормозят турските кораби в Леванта, за да осигурят контрол над източно Средиземно море.
Първият опит на турците да превземат острова през 1480 е отблъснат от Ордена, но продължителното присъствие на рицарите до южния бряг на Анатолия е голяма пречка за османската експанзия.
През 1521 г. Филип Вилиер дьо Лил-Адам е избран за Велик магистър на Ордена. Очаквайки ново османско нападение срещу острова, той продължава да усилва укрепленията на града, работа започната след османското нашествие през 1480 и земетресението от 1481 г. и призовава рицарите от Ордена другаде в Европа да дойдат за отбрана на острова. Останалата част от Европа игнорира исканата помощ, но някои венециански войници от Крит се присъединяват към рицарите. Градът се отбранява от два, а в някои случаи и от три пръстена каменни стени и няколко големи бастиони. Отбраната на стените и бастионите е назначена на секции на различните езици, в които рицарите са организирани от 1301. Пристанищният вход е блокиран от тежка желязна верига, зад която е закотвен флота на Ордена.

## Нашествие
Когато турските нашественици пристигат на Родос с 400 кораба на 26 юни 1522, те са командвани от Мустафа паша. Самият султан Сюлейман I пристига с армия от 100 000 мъже на 28 юли, за да поеме лично командването.
Турците блокират пристанището и бомбардират града с полева артилерия от наземната страна, последвано от почти всекидневни пехотни атаки. Те също се опитват да подкопаят укрепленията чрез тунели и мини. Артилерийският огън бавно нанася тежки поражения на масивните стени, но след пет седмици, на 4 септември, две големи барутни мини експлодират под бастиона на Родос, причинявайки 11 метрова част от стената да падне и да запълни рова. Нападателите незабавно нападат този пробив и скоро придобиват контрол върху него, но британска контраатака под командването на Фра Никълас Хуси и Великия магистър Вилиер дьо Лил-Адам отново успяват да ги отблъснат обратно. Още два пъти турците нападат пробива през този ден, но всеки път англичаните, подпомагани от германци, удържат пролома.
На 24 септември, Мустафа паша нарежда ново масивно нападение, с цел главно бастионите на Испания, Англия, Прованс и Италия. След ден на ожесточени боеве, по време на които контролът над бастиона на Испания се сменя два пъти, Сюлейман в крайна сметка отменя нападението. Той осъжда Мустафа паша, неговият девер, на смърт за провала да превземе града, но в крайна сметка пощадява живота му след като други висши офицери го молят за милост. Заместилият Мустафа Ахмед паша е опитен обсаден инженер и турците сега съсредоточават усилията си върху подкопаването на укрепленията и взривяването им с мини, докато поддържат продължителни артилерийски баражи.
Друго голямо нападение в края на ноември е отблъснато, но и двете страни сега са изтощени – рицарите, защото достигат края на способността си да се съпротивляват и не може да се очаква подкрепления да пристигнат навреме, турците защото техните войници стават все по-деморализирани и обезкървени от боевете и болестите, разпространяващи се сред лагера им. Сюлейман предлага на гражданите мир, техните животи и храна ако се предадат; алтернативата би била смърт или робство, ако турците са принудени да превземат града със сила. Притиснат от гражданите, Вилиер дьо Лил-Адам се съгласява да преговаря. На 11 – 13 декември е обявено примирие, за да се позволят преговори, но когато местните искат още уверения за безопасността си, Сюлейман се разгневява и заповядва подновяване на бомбардирането и нападенията. Бастионът на Испания пада на 17 декември. С повечето стени вече разрушени е само въпрос на време преди градът да трябва да се предаде и на 20 декември, след няколко дена натиск от градското население, Великият магистър иска ново примирие.

## Край
На 22 декември, представителите на латинските и гръцките граждани приемат условията на Сюлейман, които са щедри. На рицарите се дават 10 дни да напуснат острова и ще им се позволи да вземат със себе си оръжията си и скъпоценности или религиозни икони, които желаят. Островитяните, които искат да напуснат могат да го направят в тригодишен срок. Никоя църква няма да бъде осквернена или превърната в джамия. Останалите на острова ще бъдат освободени от османски данъци за пет години.
На 1 януари 1523 останалите рицари и войници излизат от града с развети знамена, биещи барабани и във военни доспехи. Те се качват на 50-те кораба, които са им дадени и отплават за Крит (венецианско владение), придружени от няколко хиляди граждани.

## Последствия
Обсадата на Родос завършва с османска победа, макар и при висока цена: до половината нашественици са убити или ранени. Завоеванието на Родос е значителна стъпка към османския контрол на източно Средиземно море и значително облекчава морските връзки между Константинопол и Кайро и левантинските пристанища. По-късно, през 1669, от тази база турците превземат венециански Крит. Рицарите хоспиталиери първоначално се преместват в Сицилия, но през 1530 г. получават островите Малта и Гозо и северноафриканското пристанище Триполи като феодално владение от император Карл V.